# ヨーロッパトビチビアメバチ
ヨーロッパトビチビアメバチ (Bathyplectes anurus) は寄生蜂の1種。日本では、日本の侵略的外来種ワースト100であるアルファルファタコゾウムシの防除のため輸入され、農薬登録されている。